# One Survivor Remembers
One Survivor Remembers é um filme-documentário em curta-metragem estadunidense de 1995 dirigido e escrito por Kary Antholis. Venceu o Oscar de melhor documentário de curta-metragem na edição de 1996.